# Ladislav Žimbrek
Ladislav Žimbrek, hrvaški pisatelj, pesnik, esejist, gledališki kritik, urednik in prevajalec, * 21. januar 1901, Bednja, † 9. april 1972, Zagreb.  

## Življenje
Gimnazijo je obiskoval v Krapini, Varaždinu in Vukovaru, kjer je leta 1920 maturiral. Študij je nadaljeval na Dunaju in Zagrebu in tu leta 1929 diplomiral iz filozofije, pedagogike in srbohrvaške književnosti. Na zagrebški univerzi je 1923 ustanovil marksistični klub Galileo Galilei. Istega leta je bil sprejet v Komunistično partijo Jugoslavije. Bil je profesor na gimnaziji v Karlovcu (1927/1928), Kranju (1928/1929), Ljubljani (1929/1931), Mariboru (1931/1932), tu se 1932 poročil s Frančiško Poljšak, in Zagrebu. Od 1941 je sodeloval v narodnoosvobodilni borbi. Leta 1943 je odšel v partizane. Po vojni je bil 1945/1946 urednik pri Nakladnem zavodu Hrvatske v Zagrebu, potem direktor drame in tajnik gledališča August Cesarec v Varaždinu, nato ponovno v Zagrebu urednik v založbi Zora, nazadnje tajnik redakcije in tehnični urednik zagrebškega srednješolskega glasila Polet (1953-1963).

## Književno delo
Od 1919 je pisal drame, pesmi, eseje, razmišljanja in reportaže. Samostojno je objavil dramo Noćna posjeta (Zagreb, 1919), pesniško zbirko Svjetla (Zagreb, 1925) in eseje Razgovori o književnosti (Zagreb, 1934). Urejal je Književne horizonte (Zagreb, 1934–1938), sodeloval pri različnih jugoslovanskih listih, med drugim tudi s poročili o slovenski literaturi, npr. o: Francetu Prešernu (Novosti, Zagreb, 1929), Bratku Kreftu (Hrvatska revija, Zagreb, 1930; Novosti, 1932; Književni horizonti, 1936, ob premieri Celjskih grofov v Zagrebu) in drugih. Po vojni je največ pisal o življenju in delu književnika Augusta Cesarca ter med drugim uredil njegova Izabrana djela I–XII (Zagreb, 1946–1964) in Izabrane pjesme (Zagreb, 1961).

## Prevajalsko delo
V hrvaščino je veliko prevajal slovensko prozo, npr.: Ivan Cankar, Izabrane novele (Zagreb 1946), Jakob Ruda (Zagreb, 1946), Odabrani tekstovi (Zagreb, 1954), Istina i ljubav (Zagreb, 1960), Pripovjetke (Sarajevo, 1970); Josip Jurčič, Susjedov sin (Zagreb, 1951); Ciril Kosmač, Sreća i kruh (Zagreb, 1951); Prežihov Voranc, Gosposvetsko polje (Zagreb, 1951); Jurij Kozak in  Maske (Zagreb 1952).